# Jonathan Silk
J.A. (Jonathan) Silk (1960) is een Amerikaans boeddholoog. Silk is sinds 1 juli 2007 hoogleraar voor de leerstoel Talen en culturen van India en Tibet aan de Universiteit Leiden.
Jonathan Silk studeerde Oost-Aziatische studies aan het Oberlin College in Oberlin, Ohio en Boeddhistische Studies aan de Universiteit van Michigan waar hij promoveerde op het proefschrift The Origins and Early History of the Mahāratnakūţa Tradition of Mahāyāna Buddhism, With a Study of the Ratnarāśisūtra and Related Materials. Silk studeerde meerdere jaren in Japan.
Silk was assistent professor Religieuze Studies aan het Grinnell College in Grinnell, Iowa vanaf 1995 en bekleedde dezelfde functie bij de afdeling Aziatische Talen en Culturen van de Universiteit van Californië in Los Angeles. In Los Angeles was hij verder directeur van het South & Southeast Asian Languages Program. Hij ontving verschillende prijzen. Tot 2008 bezette hij zes maal een fellowship, waarvan de zesde aan de Yale-universiteit in New Haven, CT.
Silk spreekt vloeiend Japans en beheerst veel talen op leesniveau, waaronder klassiek Sanskriet, Middel-Indisch, Pali, klassiek Tibetaans, klassiek Chinees, Frans en Duits. Wetenschappelijk richt hij zich op meerdere terreinen van het boeddhisme, van het ontstaan en de primaire bronnen tot de transmissies naar het Westen.